# Carte d'assurance maladie
La carte d'assurance maladie est un document officiel délivré par les organismes d'assurance maladie aux assurés sociaux. Elle sert de preuve de l'affiliation à un régime d'assurance maladie et permet à son détenteur de bénéficier des soins de santé couverts par ce régime. La carte d'assurance maladie comporte généralement des informations telles que le nom et les informations de contact de l'assuré, le nom et les informations de contact de l'organisme d'assurance maladie, ainsi que les informations sur les soins de santé couverts. Elle est souvent utilisée lors des consultations médicales pour permettre à l'assuré d'obtenir les soins nécessaires sans avoir à payer de frais de sa poche.

## Belgique

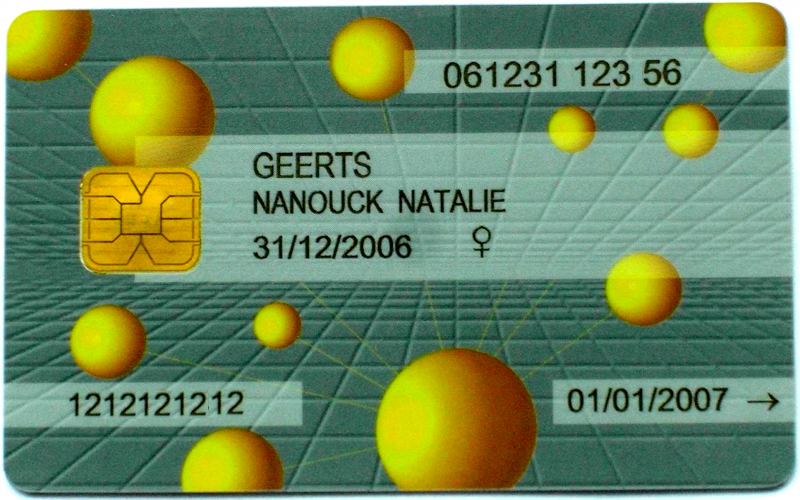
Carte SIS.

La carte SIS (sigle de « Système d'information sociale ») était une carte à puce au format carte de crédit permettant de justifier des droits du titulaire de la carte (ou de ses ayants droit, mineurs ou conjoint) à la couverture par un organisme de sécurité sociale des dépenses de santé.

## Canada
Au Canada, un numéro d'assurance sociale (NAS) est un numéro d'identification permettant de gérer diverses activités du gouvernement du Canada. Le NAS a été créé en 1964 pour l'administration du Régime de pensions du Canada ainsi que pour des programmes d'assurance d'employés. Cependant, cette carte ne permet pas d'obtenir de soins de santé ; ce champ étant de compétence provinciale, ce sont les provinces qui sont responsables de délivrer à leurs citoyens une carte distincte, permettant de recevoir des soins de santé sur leur territoire. On retrouve ainsi, au Québec, une carte délivrée par la Régie de l'assurance-maladie du Québec (RAMQ) (aussi connue sous le nom de Carte Soleil), en Ontario la carte OHIP délivrée par l'Assurance-maladie de l'Ontario, etc. Ces cartes servent de preuve d'identité dans leurs provinces respectives et ne peuvent – généralement – pas être utilisés ailleurs au pays, ni en tant que carte d'identité, ni pour recevoir des soins de santé gratuitement.

## France

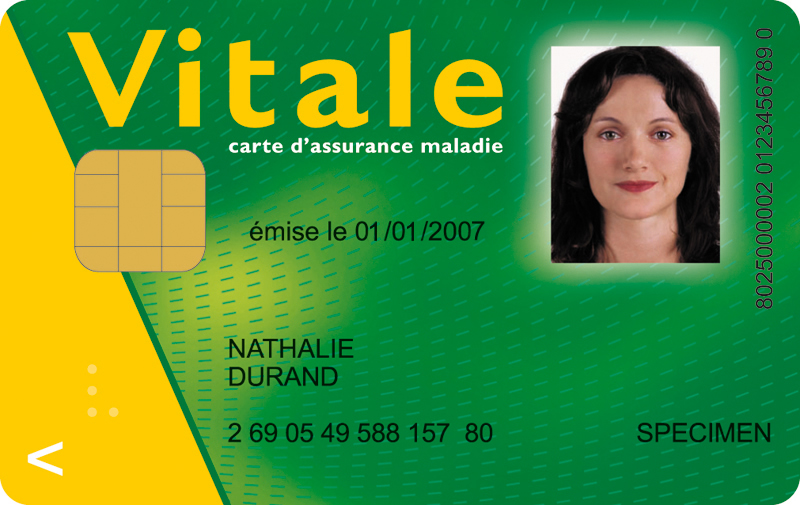
Carte Vitale

En France, la carte d'assurance-maladie s'appelle « carte Vitale ». Elle a été créée en 1998. Depuis 2007, une nouvelle carte Vitale, dite « carte Vitale 2 » a vu le jour. Cette carte à puce, à sécurité renforcée, comporte désormais la photo du titulaire. Cette carte est valable dans tout le pays (France métropolitaine et Drom-Com) et est délivrée gratuitement par l'Assurance-maladie française, dès l’âge de 16 ans (voire 12 sur demande).

## Union européenne

CEAM

Depuis juin 2004, la carte européenne d'assurance maladie remplace les formulaires E111, E 128, E 110 et E 119.

## Royaume-Uni
Au Royaume-Uni, il existe un national insurance number (« numéro national d'assurance).